# 3502 Хуанпу
3502 Хуанпу (3502 Huangpu) — астероїд головного поясу, відкритий 9 жовтня 1964 року.
Тіссеранів параметр щодо Юпітера — 3,187.